# Фелдбергер Зенландшафт
Фелдбергер Зенландшафт (њем. Feldberger Seenlandschaft) општина је у њемачкој савезној држави Мекленбург-Западна Померанија. Једно је од 53 општинска средишта округа Мекленбург-Штрелиц. Према процјени из 2010. у општини је живјело 4.779 становника. Посједује регионалну шифру (AGS) 13055082.

## Географски и демографски подаци
Фелдбергер Зенландшафт се налази у савезној држави Мекленбург-Западна Померанија у округу Мекленбург-Штрелиц. Општина се налази на надморској висини од 100 метара. Површина општине износи 199,6 km². У самом мјесту је, према процјени из 2010. године, живјело 4.779 становника. Просјечна густина становништва износи 24 становника/km².